# Mario Duplantier
Pour les articles homonymes, voir Duplantier.
Mario Duplantier, né le 19 juin 1981 à Ondres, est un musicien connu pour être le batteur du groupe de death metal français Gojira. Il est le frère de Joe Duplantier, chanteur et guitariste du groupe.
Il est artiste-peintre. Il s'inspire des tournées mondiales de Gojira pour créer ses peintures.
Il est aussi photographe, la pochette du single "The Axe" est une photographie de Mario.
Il joue aussi dans un side-project appelé Empalot.

## Biographie
Mario Duplantier est né le 19 juin 1981 et a grandi à Ondres. Sa mère, Patricia était professeur de yoga et son père, Dominique, peintre. Il est le frère de Joseph Duplantier, le guitariste et chanteur de Gojira. Il a également une petite sœur, Gabrielle, qui est photographe.
Il commence la batterie à l'âge de 12 ans. Pendant 2 ou 3 ans en autodidacte avant de prendre des cours pendant 7 ans dans une école de musique Agostini, jusqu'à ce que le rythme des tournées de Gojira ne lui laisse plus le temps de prendre des cours.
Il évolue pendant quelques années au sein d'une formation nommée Fetide[réf. souhaitée] avant d’être intégré par son frère à Godzilla qui deviendra Gojira pour des raisons de droits d'auteur sur le nom « Godzilla ». Il arrête ses études après l'obtention de son Bac littéraire pour pouvoir se consacrer à son instrument[citation nécessaire].

## Style musical
Après avoir beaucoup travaillé en écoutant des batteurs comme Abe Cunningham (Deftones) ou Pete Sandoval (Morbid Angel) ou Sean Reinert (Death, Cynic, Aghora, Portal, Aeon Spoke), mais aussi Igor Cavalera (Sepultura), son jeu s'oriente vers un style plus personnel percussif, massif et travaillé.
Il n'utilise pas de toms aigus et accorde ses peaux très bas lorsqu'il joue dans Gojira.
Il est reconnu en avril 2012 comme étant le meilleur batteur de metal moderne par metalsucks.net.

## Peintures
Mario Duplantier est également artiste peintre. L'idée de peindre lui vient d'une tournée de Gojira aux États unis en 2009, où n'ayant plus de t-shirt à vendre, il utilise des vieilles peaux de batterie pour peindre dessus au lieu de les jeter. Il aime réaliser des représentations surréaliste d'homme et d'animaux. Il utilise principalement comme outils pour ses tableaux de la glycéro, de l'encre de chine, des déchets et des vieux tableaux.
Il a grandi dans un environnement favorable à l'épanouissement artistique puisqu'en effet sa mère faisait de la sculpture et son père est peintre,. Il avouera aussi être très influencé par les réalisations de son père.

## Matériel
Batterie Tama Superstar Custom
18″x22″ Bass Drum
18″x22″ Bass Drum
5.5″x14″ Snare Drum
10″x13″ Tom Tom
11″x14″ Tom Tom
16″x16″ Floor Tom
5.5″x14″ Snare Drum
Hardware
Speed Cobra
Iron Cobra Lever Glide Hi-Hat Stand
1st Chair Ergo-Rider Drum Throne
Cymbales Zildjian
Ride mega Bell 21′
Rezo crash 18′
Rezo crash 19′
Rezo splash12′
China z custom 21′
Oriental china 21′
Z3 hit hat
Baguettes
Tama signature Mario Duplantier

## Sources
(juillet 2025).
- http://fixprod.free.fr/
- http://www.gojira-music.com/
- http://www.metalsucks.net
- http://www.metal-archives.com/artists/Mario_Duplantier/10691